# 藤森一朗
藤森 一朗（ふじもり いちろう、1965年3月3日 - ）は、広島県出身の演出家・脚本家。制作会社エアースタジオ代表。2009年7月には劇団空感エンジンを旗揚げ。

## 経歴

### 演劇活動
日本大学農獣医学部を卒業後、1989年賀原夏子主宰の劇団NLTに入団し、演技を学ぶ。1992年石坂浩二主宰の劇団急旋回に客演、その後劇団急旋回の舞台に主役として出演。1993年自身を主宰とする夢楽座を旗揚げ、1998年春風堂と改名。2003年新たな演劇集団Air studioを立ち上げ、2006年Air studioの所属者らと株式会社エアースタジオを設立。俳優としては、『信長〜ついていくしかないのね〜』に出演後、休止中。現在は、演出家・脚本家を中心に活動しながら、ワークショップの講師として若手タレントを育成。同時に漫画の原作（作品は何？）も手掛けている。

## 出演

### テレビ
- 連続テレビ小説『かりん』（1993年）
- 橋田壽賀子ドラマ『女の言い分』（1994年）
- 大河ドラマ『八代将軍吉宗』（1995年）

### 舞台
- 毒薬と老嬢（劇団NLT）
- 吉野山幻終始千本桜（劇団急旋回）演出：石坂浩二
- 麻可部十兵衛の謀事（劇団急旋回）演出：石坂浩二
- ザ・龍ーたひこの夢（劇団急旋回）演出：石坂浩二

## 脚本/演出

### 舞台
- LOVE GUN〜美しき戦士たち〜（2001年、ウッディーシアター中目黒）
- HAND（2001年、池袋・東京芸術劇場）
- Kiss Me You〜がんばったシンプー達へ〜（2002年、ウッディーシアター中目黒）
- Kiss Me You〜がんばったシンプー達へ〜（2002年、六行会ホール） 金田美香、福愛美、井端珠里
- 信長〜ついていくしかないのね〜（2002年、池袋・東京芸術劇場）
- プリプリプリーズ（2002年、銀座ガスホール）  伊織、富田真帆、金田美香、福愛美
- REVOLUTION〜名も無き新撰組隊士の物語〜（2003年、池袋・東京芸術劇場） 浅田好未、金田美香、肘井美佳、西田夏、福愛美、浅香友紀、星野加奈
- 時計〜僕がいる理由〜（2003年、那覇・パレット市民劇場） 和田聡宏
- Kiss Me You〜がんばったシンプー達へ〜（2003年、池袋・東京芸術劇場） 金田美香、福愛美、井端珠里
- LOVE GUN〜美しき戦士たち〜（2003年、六行会ホール） 飯作あゆり、平山愛子、鈴木かや乃、塩沢亜弓、飯島明
- JUNGLE KISS（2003年、池袋・東京芸術劇場） 柘植美奈子
- Kiss Me You〜がんばったシンプー達へ〜（2004年、かめありリリオホール） 生井亜実
- らんなぁ〜愛、上を！〜（2004年、矢板市文化会館） 秋山実希
- Chu-Chu-Chu`s day（2004年、池袋・東京芸術劇場） 渡部瑞貴、船越真美子、船越英里子
- WaT Entertainment Show〜ACT do LIVE〜（2004年） ウエンツ瑛士、小池徹平、鈴木かすみ
- SAKURA（2004年、那覇リウボウホール）
- WaT Entertainment Show〜ACT do LIVE〜Vol.2（2004年） ウエンツ瑛士、小池徹平、仲程仁美、鈴木かすみ
- WaT Entertainment Show 2005 Vol.3（2005年）   ウエンツ瑛士、小池徹平
- GO,JET!GO!GO!サプライズ版（2005年、サンシャイン劇場） 若山愛美、大山貴世、渡辺舞、船越真美子、船越英里子
- Kiss Me You〜がんばったシンプー達へ〜（2005年、朝日放送abc会館ホール）  徳澤直子、大山貴世、渡辺舞
- WaT Entertainment Show 2006 Vol.4（2006年、ステラボール）  ウエンツ瑛士、小池徹平、山本裕典、鈴木かすみ
- GENJI〜最後の源氏〜（2006年、池袋・東京芸術劇場） 大林素子
- Versus〜霧の中にキミがいた〜（2007年、青山円形劇場）  賀集利樹、斉藤慶太、森新吾、笠原秀幸、大貫杏里、水谷あつし
- 夏の夜の夢〜A MIDSUMMER NIGHT`S DREAM〜（2007年、池袋・東京芸術劇場）  大林素子、川村ひかる、Kyoco
- 少年陰陽師＜歌絵巻＞（2007年、サンシャイン劇場） 植田圭輔、服部杏奈、船越真美子、船越英里子、寿里、篠田光亮
- REVOLUTION〜名も無き新撰組隊士の物語〜（2007年、シアターグリーン）
- 戦後62年を飛び越えて〜二つの特攻隊の物語〜（2008年、スペース・ゼロ）  大林素子、水谷百輔、篠田光亮
- DARKNESS GATE（2008年、Air studio）   山本裕典、溝端淳平、鈴木かすみ、岡本玲
- 歌神 実朝公〜大林素子による「金槐和歌集」朗読ライブ〜（2008年、鎌倉鶴岡八幡宮）  大林素子
- MOTHERマザー〜特攻の母　鳥濱トメ物語〜 (2009年、新国立劇場)　大林素子、Kyoco、篠崎愛
- ミュージカル「ミンキーモモ 鏡の国のプリンセス」（2010年4月、サンシャイン劇場）演出